# Microcavia australis
Microcavia australis là một loài động vật có vú trong họ Caviidae, bộ Gặm nhấm. Loài này được I. Geoffroy & d'Orbigny mô tả năm 1833.

## Hình ảnh

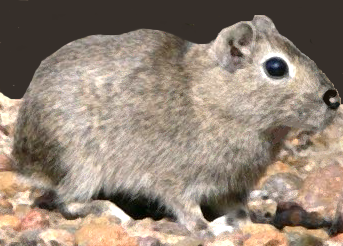
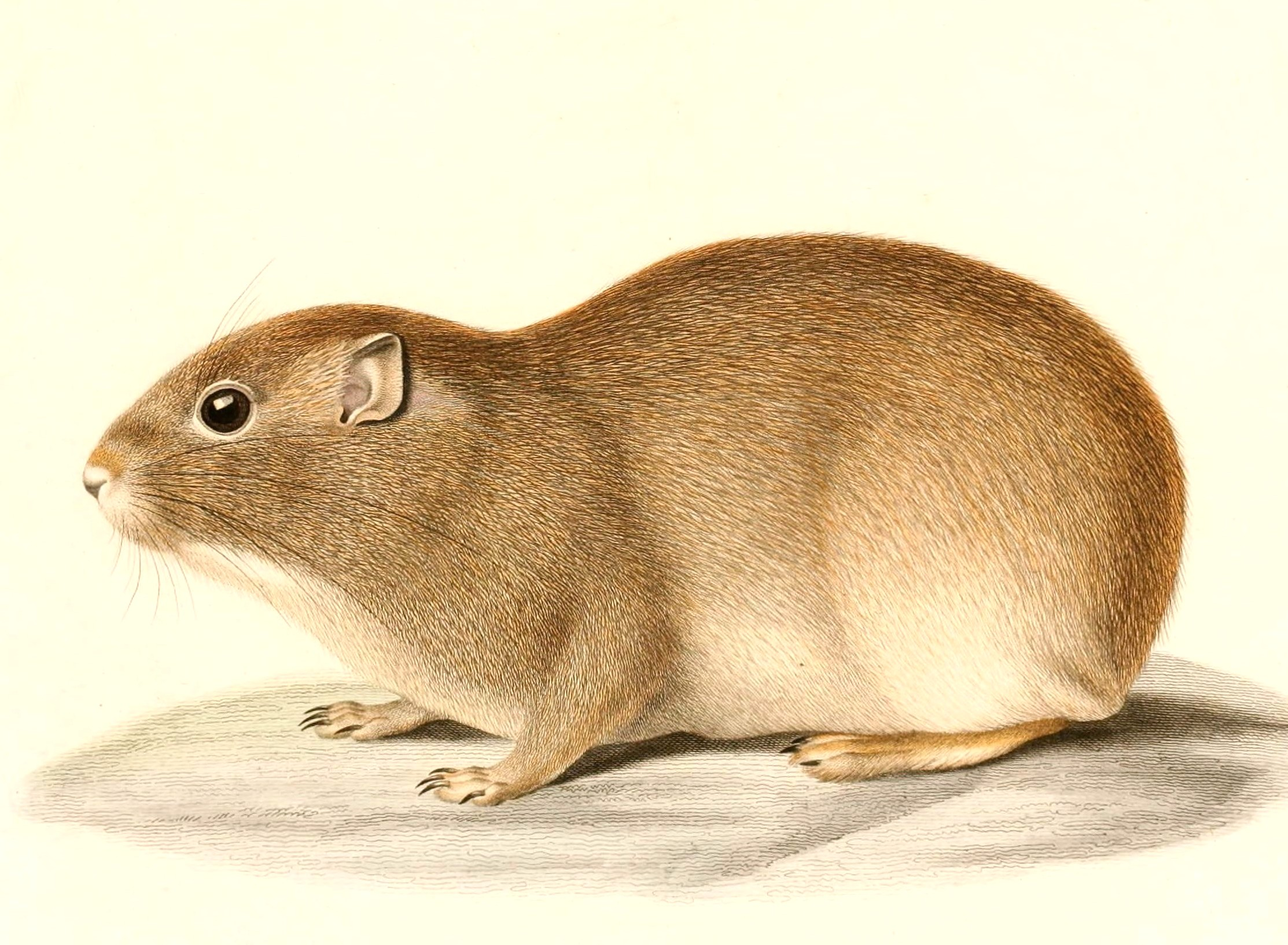
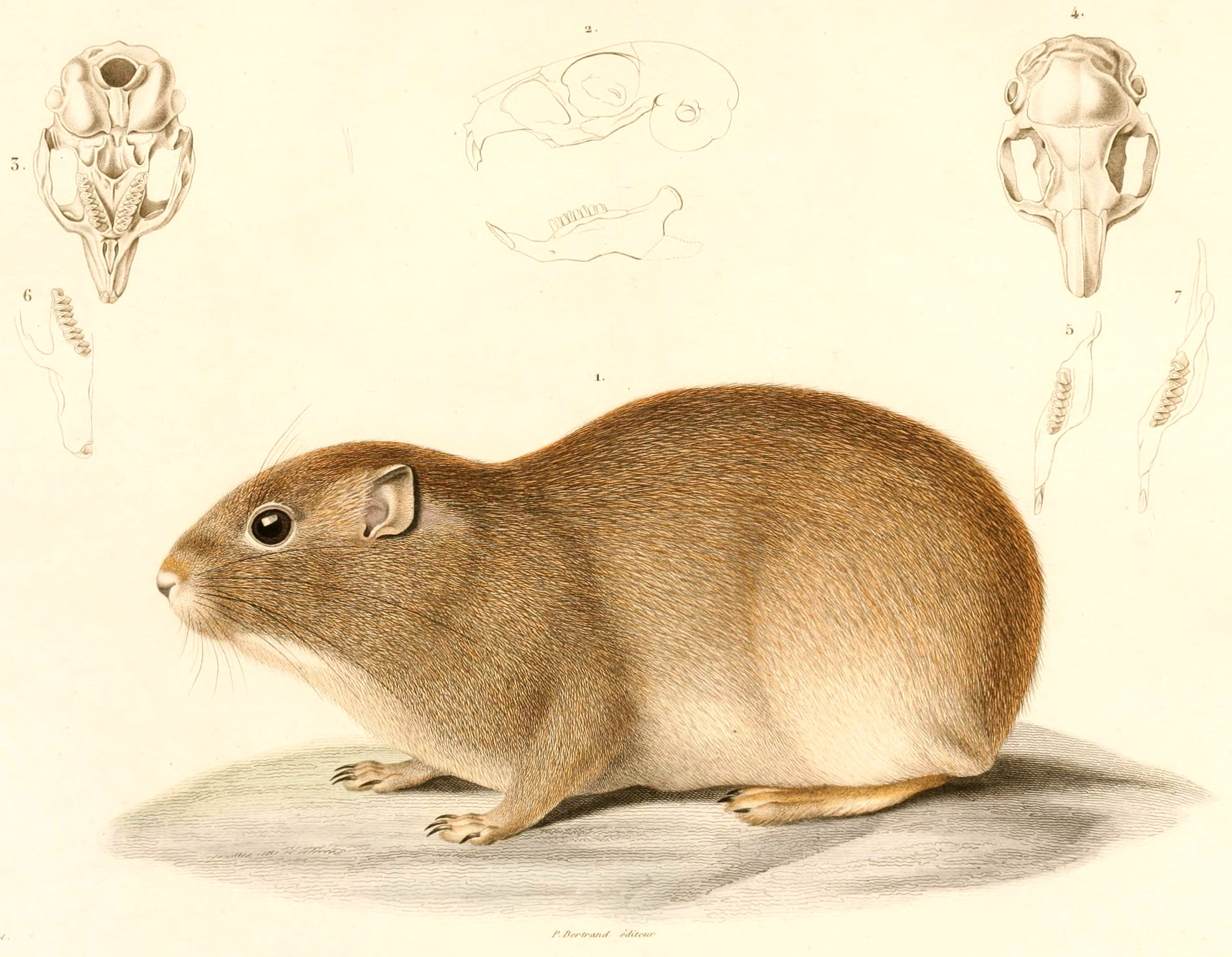